# Gerhard Goldbaum
Gerhard Goldbaum (né le 26 novembre 1903 à Kulmsee, mort probablement en mars 1944 à Auschwitz) est un ingénieur du son allemand.

## Biographie
Il fait des études d'ingénieur. Dès le début de l'arrivée du cinéma parlant en Allemagne (1929), Goldbaum est employé par l'UFA comme ingénieur du son chef. Il participe aux principales productions de la société.
En tant que Juif, Gerhard Goldbaum est immédiatement licencié par l'UFA en 1933. Il voyage en Europe (Autriche, Hongrie, Pays-Bas) et en Palestine au cours des trois années suivantes. Il s'installe finalement en Hollande, mais après 1936, il ne prend pas le métier d'ingénieur du son. Le 20 juin 1943, Goldbaum est arrêté à Amsterdam par les autorités allemandes et déporté à Auschwitz, où il arrive le 25 mars 1944. Il est probablement gazé peu de temps après son arrivée.

## Filmographie

### Cinéma
- 1930 : Ein Burschenlied aus Heidelberg
- 1930 : Hokuspokus
- 1930 : La dernière compagnie
- 1930 : La Veuve temporaire (The Temporary Widow)
- 1931 : Der Mann, der den Mord beging
- 1931 : Der Stumme von Portici
- 1931 : Express 13
- 1931 : L'homme qui assassina
- 1931 : Sein Scheidungsgrund
- 1932 : Coup de feu à l'aube
- 1932 : Ein toller Einfall
- 1932 : À moi le jour, à toi la nuit (Ich bei Tag und du bei Nacht)
- 1932 : Schuß im Morgengrauen d'Alfred Zeisler
- 1932 : À moi le jour, à toi la nuit
- 1933 : Moi et l'Impératrice
- 1933 : Rakoczy-Marsch
- 1934 : Peter
- 1934 : Volga en flammes
- 1935 : Petite Maman
- 1935 : Viereinhalb Musketiere
- 1936 : Oranje Hein

### Courts-métrages
- 1932 : Aufforderung zum Tanz